# Körperflüssigkeit
Die zahlreichen Körperflüssigkeiten des menschlichen Körpers, bestehend hauptsächlich aus Wasser, können grob untergliedert werden in solche, die in Flüssigkeitskreisläufen zirkulieren, und solche, die innerhalb bestimmter Räume (Kompartimente) vorkommen. Diese Trennung ist aber eher formal, da auch die scheinbar „stehenden“ Flüssigkeiten, wie z. B. das Kammerwasser des Auges, an bestimmten Stellen gebildet (sezerniert) und andernorts wieder aufgenommen (resorbiert) werden und somit einem (wenn auch sehr langsamen) Fluss unterliegen.
Außerdem kann eine Unterscheidung in intrazelluläre und extrazelluläre Flüssigkeit getroffen werden. Doch auch der Intrazellularraum unterliegt einem ständigen Austausch (Diffusion durch Membranen als Folge des zellulären Stoffwechsels). Mageres Muskelgewebe enthält in seinen Zellen ungefähr 75 % Wasser. Das Blutplasma enthält zu 90 bis 95 % Wasser, das Körperfett 25 % Wasser und auch die Knochen haben noch einen Wasseranteil von 22 %. Das Wasser dient ebenso wie das Blut dem Transport von Sauerstoff und Nährstoffen zu den Organen und deren Zellen ebenso wie dem Abtransport von Stoffwechselprodukten („Abfällen“). Der Wasserbestand im Körper und das Volumen der großen Kompartimente werden unter anderem hormonell reguliert.

## Extrazelluläre Flüssigkeit, die nicht in Kreisläufen zirkuliert
Die Bezeichnung der Zwischenzellflüssigkeit, die sich auf dem Transport von Zelle zu einem Blutgefäß oder umgekehrt befindet: interstitielle Flüssigkeit oder Gewebsflüssigkeit.

## Flüssigkeiten, die in Kreisläufen zirkulieren (extrazellulär)

### Blut

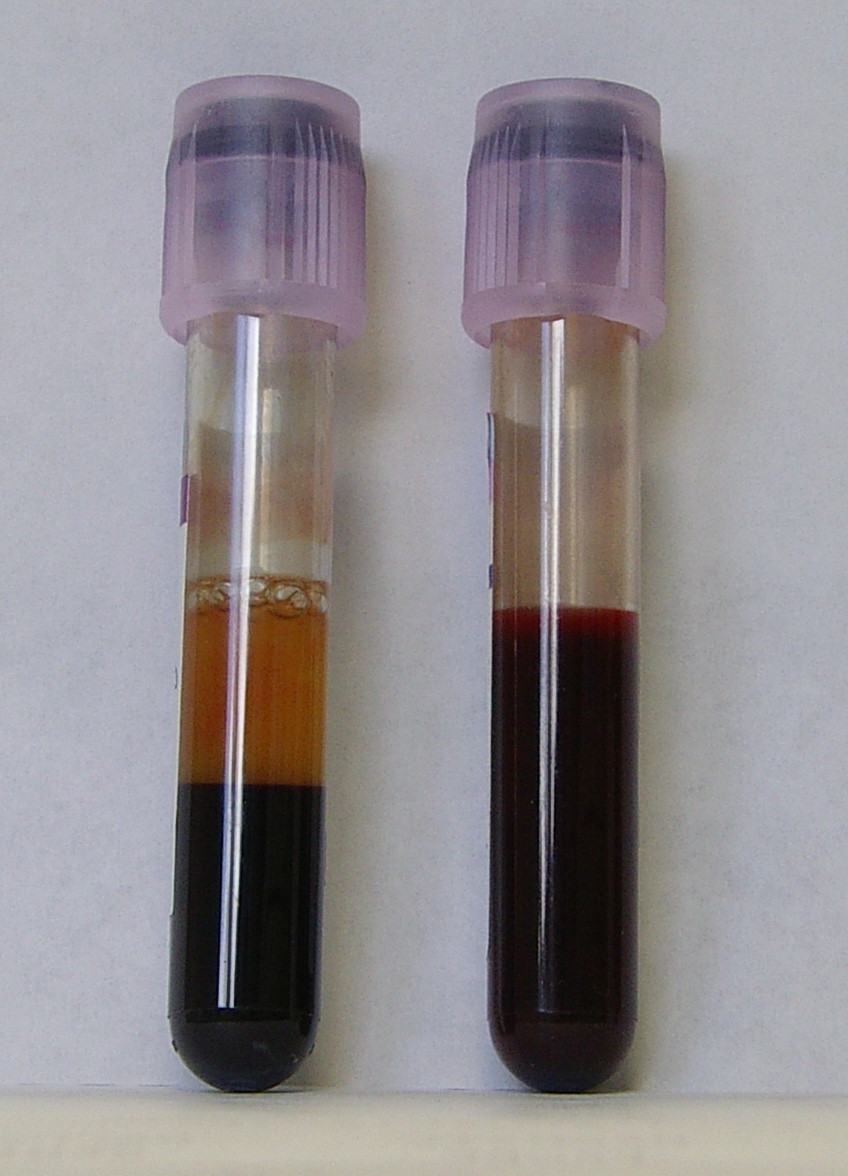
Blutproben

Blut dient dem Transport von Sauerstoff und Nährstoffen zu den Organen und deren Zellen ebenso wie dem Abtransport von Stoffwechselprodukten und Abfällen. Außerdem werden darin Hormone und weitere Wirkstoffe zwischen den Zellen befördert. 55 % des Blutes sind Blutplasma, das bis 95 % aus Wasser besteht, der Rest sind im Trägerstoff Wasser gelöste weitere Stoffe. 
Blut wird von der rechten beziehungsweise linken Herzhälfte gepumpt und zirkuliert in den Blutgefäßen. In ihm schwimmen rote Blutkörperchen (Erythrozyten), weiße Blutkörperchen (Leukozyten) und Blutplättchen (Thrombozyten).

### Lymphe
Lymphe erfüllt im Körper zwei Aufgaben: Zum einen ist sie Bestandteil des Immunsystems, indem sie Krankheitserreger zu den Lymphknoten transportiert, zum anderen transportiert sie im Rahmen der Verdauung Moleküle, die zu groß sind, um direkt vom Gewebe in den Blutkreislauf transportiert zu werden, wie Eiweiße und Lipide aus dem Verdauungstrakt.
Lymphe zirkuliert in den Lymphgefäßen. Diese sammeln das Plasma, das nicht direkt aus dem Gewebe in die Kapillaren zurückkehrt, und führen es den Venen zentral wieder zu.

## Verdauungssäfte

### Speichel
Speichel wird in den Speicheldrüsen produziert und dann im Mund freigesetzt. Er enthält ein Verdauungsenzym, die α-Amylase, die in der Nahrung enthaltene Polysaccharide aufspaltet, und Muzin und Immunglobulin A als Schutz vor Krankheitserregern.

### Magensaft
Magensaft oder auch Magensäure wird in den Belegzellen der Magenschleimhaut produziert und enthält Salzsäure und Pepsin. Letzteres ist ebenso ein Verdauungsenzym und spaltet Proteine.

### Sekretionen des Pankreas
Das Pankreas (die Bauchspeicheldrüse) scheidet verschiedene Verdauungsenzyme aus, die ebenso der Spaltung von Proteinen dienen. Diese gelangen über Ausführungsgänge, die sich mit dem Hauptgallengang vereinigen, in den Zwölffingerdarm.

### Galle
Galle dient zum einen der Fettverdauung, in dem die darin enthaltenen Gallensalze die wasserunlöslichen Lipide umhüllen und Mizellen bilden, die dann von der Darmschleimhaut absorbiert werden können. Außerdem werden mit ihrer Hilfe Medikamente und ihre Abbauprodukte ebenso wie physiologische Abbauprodukte (z. B. Bilirubin) mit dem Stuhl ausgeschieden.
Der Gallensaft wird in der Leber produziert, in der Gallenblase gespeichert und über die Gallengänge in den Darm abgegeben. Hier wird dann ein Teil der Galle über die Darmschleimhaut wieder in das Blut resorbiert, der andere wird mit dem Stuhlgang ausgeschieden.

## Sekrete und Exkrete, Flüssigkeitsausscheidung
Sekrete und Exkret sind unterschiedliche Flüssigkeitsausscheidungen verschiedener Organe, die den Körper verlassen und damit zu einer (evtl. geringen oder reversiblen) Gewichtsabnahme führen.

### Urin
Urin wird in den Nieren produziert. Seine Ausscheidung dient der Regulation des Flüssigkeits- und Elektrolythaushalts sowie der Eliminierung von Stoffwechselabbauprodukten, insbesondere der beim Abbau von Proteinen und Nukleotiden entstehenden Stickstoff-Verbindungen.
Von den Nieren gelangt er durch die Harnleiter zur Harnblase, wo er gesammelt und dann über die Harnröhre ausgeschieden wird.

### Schweiß
Schweiß wird in den Schweißdrüsen produziert, die sich in der Lederhaut befinden, und durch Poren in der Haut ausgeschieden.
Schweiß dient durch die bei seiner Verdunstung entstehende Verdunstungskälte der Regulation des Wärmehaushalts, er hält die Haut geschmeidig und ihren pH-Wert konstant. Außerdem enthält er sexual- und individualspezifische Duftstoffe.

### Weitere

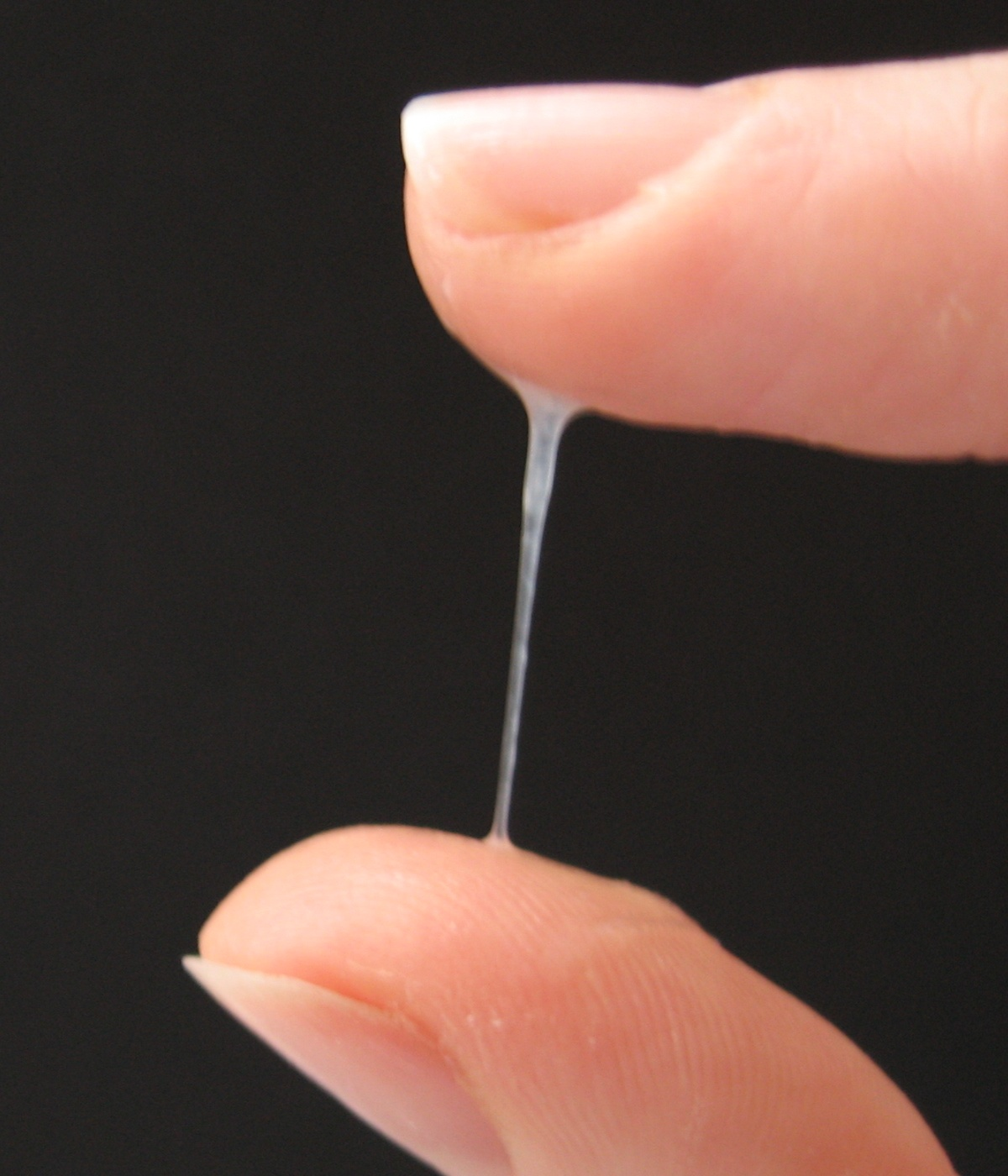
Zervikalschleim (produziert im Gebärmutterhals)

- Muttermilch
- Vaginalsekret der Frau
- Tränenflüssigkeit
- Nasensekret
- Ejakulat (Sperma)
- Menstruationsflüssigkeit
- Surfactant

## Weitere Flüssigkeitsräume (Kompartimente)
- Kammerwasser des Auges
- Liquor cerebrospinalis (Hirnwasser)
- Aszites
- Pleuraflüssigkeit
- Perikardflüssigkeit
- Synovia (Gelenkflüssigkeit)
- Fruchtwasser
- Ohrenschmalz (Cerumen)

Sowie bei Erkrankungen:
- Eiter

## Flüssigkeitsmenge, Flüssigkeitsräume und Kompartimente
Die Körperflüssigkeit verteilt sich auf die beiden Kompartimente Extra- und Intrazellulärraum (EZR, IZR), wobei der Intravasalraum (innerhalb von Gefäßen) wichtiger Teil des Extrazellulären ist.
Die prozentuale Wasserverteilung in den Flüssigkeitsräumen des Menschen (EZR, IZR) unterscheidet sich in Abhängigkeit vom Lebensalter (sie nimmt etwa zwischen 75 % bei Neugeborenen auf 55 % beim Erwachsenen ab). Bei Frauen ist die Gesamtflüssigkeitsmenge im Körper etwa 5 % bis 10 % niedriger als beim erwachsenen Mann. Bei Erwachsenen ist der Gesamtwassergehalt von ca. 65 % des jeweiligen Körpergesamtgewichts etwa im Verhältnis 3:2 auf Intrazellularraum und Extrazellularraum verteilt. 
Nicht nur in der Größe unterscheiden sich die Räume der Körperflüssigkeit, sondern auch in der Zusammensetzung wie bei den Elektrolyten, Proteinen und der Osmolalität.

## Austausch von Körperflüssigkeiten
Beim Geschlechtsakt und bei erotischen Handlungen wie Küssen kommt es zum Austausch von geringen Mengen an Körperflüssigkeiten. Über den Austausch von Körperflüssigkeiten können Krankheiten übertragen werden, wenn jemand mit einem Erreger infiziert ist. Es ist wissenschaftlich erwiesen, dass Küssen bei gesundem Befinden das Immunsystem stärkt.

## Orte der Ausscheidungen und Produkte
- Nieren → Urinblase → Urin
- Lunge, Lungenalveolen → Ausatmungsluft → Wasserdunst
- Leber → Galle, Gallenblase → Dickdarm
- Magen-Darm-Trakt → Dickdarm → Enddarm → After
- Haut → Schweiß
- Schleimhäute, exokrine Drüsen → versch. Schleim, auch Tränen am Auge
- Prostata → Samenflüssigkeit
- evtl. äußere Wunden → Blutplasma, Blutverlust

## Berechnung des Körperwassers
Bei Personen mit einem normalen Gewicht ist Wasser in den meisten Körperteilen außer dem Fettgewebe reichlich vorhanden. Die folgenden Berechnungen sind für Erwachsene mit einem durchschnittlichen Körperbau gedacht und für übergewichtige oder besonders muskulöse Personen nicht geeignet. Die Anteile wurden sehr vereinfacht und verwenden gerundete Zahlen für eine schnelle Berechnung. Bei Männern bestehen 60 % der Körpermasse aus Wasser. Bei Frauen liegt dieser Wert bei ungefähr 55 % wegen eines höheren Anteils an Körperfett. Dies wird Gesamtkörperwasser genannt.
Von diesem Wasser sind zwei Drittel in den Zellen und wird deshalb intrazelluläres Wasser genannt. Das andere Drittel ist extrazelluläres Wasser.
Das extrazelluläre Wasser besteht aus Blutplasma, das ein Fünftel des extrazellulären Wassers darstellt, und extrazellulärer Flüssigkeit, aus welcher die anderen vier Fünftel bestehen. Wasser befindet sich auch an anderen Orten wie dem Auge, aber dieses kann als eine bedeutungslose Quantität in der schnellen Berechnung ignoriert werden.

### Abschätzung des Körperwassergehalts
Es gibt nicht viele Methoden, die verwendet werden können, um den Anteil des Körperwassers in den verschiedenen Kompartimenten festzustellen. Die einfachste Art und Weise, um eine überschlägige Schätzung zu erhalten, ist die Berechnung eines Schätzwertes anhand von Körpergewicht, Geschlecht und Alter.
Im Folgenden sind die Richtwerte der Weltgesundheitsorganisation (WHO) für die Abschätzung des Wasseranteils bei normalgewichtigen Personen aufgeführt:
- Kinder 60–75 % (m/w)
- Frauen 50–55 % (ohne Altersangabe)
- Männer 60–65 % (ohne Altersangabe)

#### Messung des Körperwassergehalts
Das Gesamtkörperwasser kann mit der Massenspektrometer-Messung des Deuterium-Überschusses in den Atemproben von Einzelpersonen festgestellt werden. Eine bekannte Dosis des Deuteriums-Wassers (D2O) wird innerhalb des Körperwassers ausgleichend eingenommen und dort belassen. Das Massenspektrometer misst dann das Verhältnis des Deuteriums zum Wasserstoffs (D:H) im ausgeatmeten Atemwasserdampf. Das Gesamtkörperwasser wird dann genau von der Zunahme des Atemdeuteriuminhalts in Bezug zur Abgabe des eingenommenen D2O gemessen.

### Flüssigkeitsbilanz in der Medizin und Pflege
Eine Flüssigkeitsbilanz dient der getrennten Erfassung von Ein- und Ausfuhr verschiedener Flüssigkeiten bei einem Patienten; z. B. als Infusion oder mit Nahrungsmitteln, beim Schwitzen oder über die Ausscheidung. Sie ist eine Tabelle, in welcher der Patient oder das Pflegepersonal die zugeführte und die abgegebene Flüssigkeit in die dafür vorgesehenen Spalten einträgt. Meistens wird nach 24 Stunden zusammengerechnet, ob ein Negativbilanz (vermehrte Ausscheidung) oder eine kaum bemerkbare Einlagerung (Überschuss) bis hin zu sichtbaren Einlagerungen (Ödeme) vorliegt. Beim gesunden Menschen gibt es dafür eine Bandbreite, die zunächst unauffällig und nicht krankhaft ist. Bei ständigem Flüssigkeitsverlust kann es jedoch zur allmählichen Exsikkose kommen. 
Die Angaben der Flüssigkeitsaufnahme (Stoffwechsel, Getränke und Nahrung) und der Flüssigkeitsabgabe (Blasenentleerung, Fachbegriff Miktion) werden in der Regel in Milliliter notiert. Die Genauigkeit dieser Messung kann erhöht werden, indem die Flüssigkeit über Blasenkatheter zur Kontrolle der Nierenfunktion in Sammelgefäße abgeleitet und die Zusammensetzung analysiert (beprobt, Urinlaborwerte) wird. Dies kann in beliebigen Zeitabständen, z. B. stündlich, fraktioniert erfolgen. Ferner wird bei bestimmten Patienten festgehalten, ob sie die Toilette noch rechtzeitig erreichen konnten oder ob die Blasenentleerung in ein Inkontinenzhilfsmittel wie z. B. eine Vorlage oder eine Inkontinenzeinlage (Windel) erfolgte. 
Eine tägliche Gewichtskontrolle kann hilfreich sein. Außerdem wird noch bei diagnostischem Bedarf zusätzlich vermerkt, ob vor der Miktion ein Harndrang bestand. Bei einer teilweisen Bilanzierung wird nur die Ausfuhr aus der Blase notiert (Miktionsprotokoll). Die Notizen über zugeführte Getränke nennt man Trinkprotokoll („Trinkzettel“).

## Probleme bei anomalen Wasseranteilen
Folgende Probleme können durch einen anomalen Gehalt an Wasser im Körper (bzw. in Teilen des Körpers) verursacht werden:
- Delir
- Erhöhter Hirndruck
- Nierenversagen
- Übergewicht (geringe Bedeutung)

Dagegen beruhen die verschiedenen Formen von Urininkontinenz i. d. R. nicht auf dem Flüssigkeits-/Wasseranteil in einem Gewebe. Nur die Flüssigkeitsmenge in der Blase kann Auslöser (intraindividuelle Bandbreite der Menge) bzw. evtl. nicht der Auslöser (pathologisch) des Harndranggefühls sein.